# Сатпаєвіт
Сатпаєвіт (Satpaevite) — мінерал ванадат. Тонкозернисті рихлі агрегати з кристалами до 0.1 мм.

## Опис
Хімічна формула сатпаєвіта: {\displaystyle \mathrm {Al_{12}{\color {Cerulean}{V}}_{2}^{4+}{\color {Cerulean}{V}}_{6}^{5+}O_{37}\bullet 30H_{2}O} }
Колір: канарейково-жовтий, шафранно-жовтий, зеленаво-жовтий аж до оливкового. Блиск матовий, відлив перламутровий.
Описаний у 1959 році Є. О. Анкінович (1911-1991).
Названий на честь 60-річчя геолога академіка Каниша Імантайовича Сатпаєва, першого президента Академії наук Казахської РСР.

## Родовища
Виявлений у ванадієвих родовищах Каратауського ванадієвого басейну (Курумсак, Баласаускандик, Північно-Західний Каратау) на півдні Казахстану. 
Зустрічається у зоні окисления ванадієносних вуглисто-глинистих сланців на глибині до 1,5 м. 
Асоціює з гіпсом, штейгеритом, х'юетитом, дельвокситом.